# Albert Lónyay

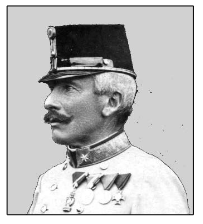
Albert Lónyay

Albert Graf Lónyay von Nagylónya und Vasáros-Namény (* 20. Dezember 1850 in Nagylónya; † 28. März 1923 in Wien) war ein ungarischer Offizier der Kaiserlich-Königlichen Armee und Gardekapitän der k. u. Leibgarde.

## Abstammung
Albert Lónyay entstammte der protestantischen ungarischen Adelsfamilie Lónyay de Nagy-Lónya et Vasáros-Namény, deren Stammlinie bis ins Hochmittelalter zurückreicht. Er war der Sohn von Albert Lónyay (1823–1904) und Róza geborene Kubinyi. Der Bruder seines Vaters war der Politiker Menyhért Lónyay. Die Familie war in den Komitaten Beregh, Szatmar und Zemplin sehr begütert.

## Leben
Albert Lónyay besuchte das Gymnasium und begann 1869 seine militärische Laufbahn im k.u.k. Husarenregiment „Graf Nádasdy“ Nr. 9. Von 1875 bis 1878 besuchte er das Militär-Reitlehrer-Institut in Wien. Danach ließ er sich bis 1880 beurlauben. Ab 1881 war er wieder im Dienst. Von 1886 bis 1888 war er Adjutant des Korpskommandanten von Budapest, dem General der Kavallerie Graf Pejačević. 1891 wurde er zum Major und Flügeladjutanten des Korps befördert. 1894 kehrte er zum Husarenregiments Nr. 9 zurück und übernahm dort 1896 als Oberst das Kommando in Ödenburg. 1902 übernahm er als Generalmajor die 5. Kavallerie-Brigade in  Jaroslau, danach jene in Miskolc. 1905 kam er zur Kavallerie-Brigade nach Marburg an der Drau. Im November 1905 kam er als Kommandant zur Kavallerie-Truppen-Division nach Wien und wurde 1906 zum Feldmarschalleutnant ernannt. Er wurde auch in den Grafenstand erhoben. 
1907 trat er entsprechend seinem bisherigen Rang als Gardeoberleutnant in die Königlich ungarische Leibgarde ein. 1911 wurde er zum General der Kavallerie befördert und führte von 1914 bis 1918 als Gardekapitän das Kommando über die Königlich ungarische (k. u.) Leibgarde.

## Ehe und Nachkommen
Albert Graf Lónyay war seit 1885 mit Prinzessin Marie zu Hohenlohe (* 6. Juli 1861 in Bartenstein; † 26. Mai 1933 in Baden bei Wien) verheiratet. Sie war die Tochter von Fürst Karl zu Hohenlohe-Bartenstein (1837–1877) und Fürstin Rosa Karoline, geborene Gräfin von Sternberg (1836–1918).
Das Ehepaar hatte drei Kinder:
- Károly (dt. Karl) Graf Lónyay (1886–1963)
- Róza (dt. Rosa) Gräfin Lónyay (1888–1970)
- Ernő Leopold Graf Lónyay (1898–1958)